# لغوال (عين لكداح)
لغوال هي إحدى مشيخات المملكة المغربية، تتبع جغرافيا لإقليم تاونات وإداريًا لعين لكداح. يقدر عدد سكانها بـ 6173 نسمة حسب الإحصاء الرسمي للسكان والسكنى لسنة 2004.